# Орджонікідзевська селищна рада
Кайгадорська се́лищна ра́да — адміністративно-територіальна одиниця та орган місцевого самоврядування у складі Феодосійської міської ради Автономної Республіки Крим. Адміністративний центр — смт Кайгадор.

## Загальні відомості
- Територія ради: 6,0512 км²
- Населення ради: 2 678 осіб (станом на 1 січня 2011 року)

## Населені пункти
Селищній раді підпорядковані населені пункти:
- смт Кайгадор

## Склад ради
Рада складається з 16 депутатів та голови.
- Голова ради: Зубрілова Тетяна Володимирівна

### Керівний склад попередніх скликань
| Прізвище, ім'я, по батькові       | Основні відомості                                                                     | Дата обрання | Дата звільнення |
| --------------------------------- | ------------------------------------------------------------------------------------- | ------------ | --------------- |
| Шпітальна Маргарита Олександрівна | Селищний голова, 1979 року народження, позапартійна                                   | 26.03.2006   | 31.10.2010      |
| Дубінін Максим Нікітович          | Селищний голова, 1987 року народження, освіта вища, член Комуністичної партії України | 31.10.2010   | 16.12.2012      |
| Зубрілова Тетяна Володимирівна    | Селищний голова, 1973 року народження, освіта вища, член Партії регіонів              | 16.12.2012   |                 |

Примітка: таблиця складена за даними сайту Верховної Ради України

### Депутати
За результатами місцевих виборів 2010 року депутатами ради стали:

#### За суб'єктами висування
| Суб'єкт висування | Кількість обраних депутатів | %    |
| ----------------- | --------------------------- | ---- |
| Самовисування     | 11                          | 68,8 |
| Партія регіонів   | 5                           | 31,3 |

#### За округами
| № округу        | Прізвище, ім'я, по батькові    | Дата визнання обраним | Освіта             | Партійна приналежність | Відомості про обраного депутата                                  |
| --------------- | ------------------------------ | --------------------- | ------------------ | ---------------------- | ---------------------------------------------------------------- |
| Партія регіонів |                                |                       |                    |                        |                                                                  |
| 1               | Захарова Людмила Анатоліївна   | 03.11.2010            | вища               | член Партії регіонів   | КП «Орджонікідзе», паспортист                                    |
| 2               | Бутусов Олексій Ігорович       | 03.11.2010            | вища               | член Партії регіонів   | студент                                                          |
| 5               | Байраченко Ганна Миколаївна    | 03.11.2010            | вища               | член Партії регіонів   | загальноосвітня школа № 6 м. Феодосія, вчитель                   |
| 6               | Галамай Наталя Дмитрівна       | 03.11.2010            | вища               | член Партії регіонів   | тимчасово не працює                                              |
| 9               | Хоменко Сергій Володимирович   | 03.11.2010            | середня            | член Партії регіонів   | тимчасово не працює                                              |
| Самовисування   |                                |                       |                    |                        |                                                                  |
| 3               | Юдін Костянтин Анатолійович    | 11.03.2013            | середня            | член Партії регіонів   | пенсіонер                                                        |
| 4               | Соїч Ірена Яхядинівна          | 03.11.2010            | вища               | позапартійна           | КП «Орджонікідзе», спеціаліст по охороні праці                   |
| 7               | Швець Ліана Гурамівна          | 03.11.2010            | середня спеціальна | член Партії регіонів   | агентство нерухомості «Імперія», ріелтер                         |
| 8               | Румянцев Сергій Володимирович  | 03.11.2010            | вища               | позапартійний          | тимчасово не працює                                              |
| 10              | Медведев Валерій Панасович     | 03.11.2010            | вища               | позапартійний          | Феодосійська ДЮСШ, тренер                                        |
| 11              | Мітіна Ірина Вікторівна        | 03.11.2010            | вища               | позапартійна           | КП «Орджонікідзе», майстер каналізаційних ланцюгів та колекторів |
| 12              | Рамазанова Ольга Володимирівна | 11.03.2013            | середня спеціальна | член Партії регіонів   | приватний підприємець                                            |
| 13              | Гавриліна Валентина Василівна  | 03.11.2010            | середня            | позапартійна           | КП «Луч», директор                                               |
| 14              | Прасолова Надія Вікторівна     | 03.11.2010            | вища               | член Партії регіонів   | рекламне агентство «Артлайф», менеджер                           |
| 15              | Конівець Анатолій Іванович     | 01.10.2012            | вища               | позапартійний          | ТОВ «К. М.», директор                                            |
| 16              | Дубініна Надія Валентинівна    | 03.11.2010            | вища               | позапартійна           | приватний підприємець                                            |